# 버넌 리드
버넌 리드(영어: Vernon Reid, 1958년 8월 22일~)는 미국의 기타리스트이자 작곡가로, 록 밴드 리빙 컬러의 창립자로 가장 잘 알려져 있다. 리드는 2003년 《롤링 스톤》이 선정한 역사상 최고의 기타리스트 100인 명단에서 66위에 올랐으며, 2023년 8월에는 《롤링 스톤》이 선정한 역사상 최고의 기타리스트 250인 중 42위에 올랐다. 비평가 스티브 휴이는 "리드의 만연한 절충주의는 헤비 메탈과 펑크 록, 펑크, R&B, 아방가르드 재즈에 이르기까지 모든 것을 포괄하며, 그의 무정부적이고 번개처럼 빠른 솔로도 특징이 되었다"라고 썼다.

## 어린 시절
리드는 1958년 8월 22일, 영국 잉글랜드 런던에서 몬트세랫 출신의 부모 사이에서 태어났다. 1959년, 가족은 미국 뉴욕으로 이주하였다. 그는 브루클린 기술 고등학교에 다녔으며, 이후 뉴욕 대학교에 진학하였다.

## 경력

### 리빙 컬러
리드는 1984년 뉴욕에서 리빙 컬러를 결성하였으며, 밴드의 라인업은 1986년에 확정되었다. 이들의 데뷔 음반인 《Vivid》는 1988년에 발매되었고, 더블 플래티넘을 기록하였다. 후속작 《Time's Up》은 1990년에 발매되어 골드 인증을 받았다. 밴드는 하드 록 퍼포먼스 부문에서 2년 연속 그래미 어워드를 수상하였다. 또한 1989년 롤링 스톤스의 《Steel Wheels》 투어에서 오프닝 공연을 하였고, 1991년 여름 첫 번째 롤라팔루자 투어에 참가하였다.
리빙 컬러는 1995년에 해체되었으나, 2000년에 재결성되었다. 이후 이들은 세 장의 음반을 추가로 발매하였다. 2003년 10월, 생츄어리 레코드에서 《Collideøscope》, 2009년 9월 《The Chair in the Doorway》, 2017년 9월, 메가포스 레코드에서 《Shade》를 발표하였다.